# Carlos Bernard
Carlos Bernard (Chicago, 12 de outubro de 1962) é um ator norte-americano.
Ficou popular pelo seu personagem Tony Almeida, da série 24 Horas, que é um dos quatro personagens que apareceram em todas as sete temporadas até agora ( excetuando a sexta). Sua participação na quinta temporada acreditava-se ser também a última, mas este voltará na 7ª temporada como vilão do seriado.
Carlos também já fez participação em Dallas e Hawaii five-0. Em 2014  voltou em seu papel de Tony Almeida no especial 24:Solitary.

## Filmografia
- The Young and the Restless (1974-)
- 24 Horas (2001-2010)
- 10.5 Apocalypse (2006-)
- Fhiladelphia General (2007)
- Dallas (2012-2013)[2][3]